# Beyond Magnetic
Albums de Metallica
Lulu
(2011) Hardwired… to Self-Destruct
(2016)
Beyond Magnetic est le deuxième EP du groupe américain de heavy metal Metallica, publié le 13 décembre 2011 par Warner Bros.
Il contient 4 morceaux enregistrés en même temps que l'album Death Magnetic, et parait à l'occasion du 30e anniversaire de Metallica.

## Liste des chansons
Toutes les paroles sont écrites par James Hetfield, toute la musique est composée par Metallica.
| No | Titre              | Durée |
| -- | ------------------ | ----- |
| 1. | Hate Train         | 6:59  |
| 2. | Just a Bullet Away | 7:11  |
| 3. | Hell and Back      | 6:57  |
| 4. | Rebel of Babylon   | 8:01  |

## Parution
A propos de cet EP, le groupe a déclaré :
Durant l'enregistrement de Death Magnetic en 2007 et 2008, nous avions enregistré 14 morceaux. Quand nous avons du choisir lesquels seraient présents sur l'album final, nous avons sélectionné 10 morceaux que vous avez tous eu l'occasion d'entendre ces trois dernières années... Cependant, certains d'entre vous ont peut-être entendu des riffs et des courts passages dans "Mission Metallica" (le making-of de Death Magnetic) ou simplement entendu des rumeurs à propos des phases d'enregistrements, et vous vous êtes demandé : "Qu'est-il arrivé à ces autres morceaux ?". Nous les avons gardé précieusement et nous avons désormais décidé de les sortir pour fêter les 30 ans de Metallica.